# Bulbophyllum wakoi
Bulbophyllum wakoi é uma espécie de orquídea (família Orchidaceae) pertencente ao gênero Bulbophyllum. Foi descrita por Howcroft em 1999.